# Mezinárodní stupnice jaderných událostí

Mezinárodní stupnice jaderných událostí

Mezinárodní stupnice jaderných událostí (The International Nuclear Event Scale – INES) je osmistupňová škála, zavedená v roce 1990 pro posuzování poruch a havárií jaderných zařízení. Zavedly ji Mezinárodní agentura pro atomovou energii (česká zkratka MAAE, anglická zkratka IAEA) a Agentura pro jadernou energii OECD (OECD/NEA).

## Stupnice INES

Nový doplňkový výstražný symbol ionizujícího záření schválený dne 15. února 2007 Mezinárodní agenturou pro atomovou energii (IAEA) a Mezinárodní organizací pro normalizaci (ISO). Klasický žluto-černý symbol radioaktivity nahrazuje jen v určitých případech, zejména pro označení oblastí zamořených radioaktivitou.

Stupně 7 až 4 se označují jako havárie, 3 až 1 jako nehody, 0 nemá bezpečnostní význam.

### Havárie

#### 7. Velmi těžká havárie
Major accident, největší možná havárie
- Únik velkého množství radioaktivních materiálů z jaderného zařízení (například z aktivní zóny energetického reaktoru) do okolí, obsahující směs radioaktivních štěpných produktů s dlouhými i krátkými poločasy rozpadu (s aktivitou přesahující 104 TBq  131I nebo jiných podobně biologicky významných radionuklidů)
- Možnost akutních zdravotních účinků; zpožděné zdravotní účinky v rozsáhlé oblasti s možností zasažení více než jedné země
- Dlouhodobé důsledky pro životní prostředí

Příklad:
- 4. blok jaderné elektrárny Černobyl, Kyjevská oblast, Ukrajinská SSR, SSSR (nyní Ukrajina), 26. dubna 1986
- 1., 2. a 3. blok jaderné elektrárny Fukušima I, Prefektura Fukušima, Japonsko, 12. dubna 2011 překlasifikováno ze stupně INES 5 Japonskou agenturou pro jadernou bezpečnost[1]

#### 6. Těžká havárie
Serious accident
- Únik radioaktivních materiálů do okolí (s řádovou aktivitou 103 až 104 TBq  131I nebo jiných podobně biologicky významných radionuklidů)
- Plné uplatnění opatření pro snížení pravděpodobnosti zdravotních následků na obyvatelstvo zahrnutých v místních havarijních plánech

Příklad:
- přepracovatelský závod Majak (známý též jako Kyštym), Čeljabinská oblast, Ruská SFSR, SSSR (nyní Rusko), 29. září 1957

#### 5. Havárie s rizikem vlivu na okolí
Accident with off-site risk
- Únik radioaktivních materiálů do okolí (s aktivitou stovek až tisíců TBq 131I nebo jiných podobně biologicky významných radionuklidů )
- Částečné uplatnění opatření pro snížení pravděpodobnosti zdravotních následků na obyvatelstvo zahrnutých v místních havarijních plánech (např. evakuace, ukrytí)
- Těžké poškození jaderného zařízení. Může to zahrnovat těžké poškození velké části aktivní zóny energetického reaktoru, velká havárie s kritičností, nebo velký požár či exploze uvolňující značné množství radioaktivity uvnitř zařízení

Příklady:
- komplex Windscale Pile, Anglie, Spojené království, 10. října 1957
- 2. blok jaderné elektrárny Three Mile Island, Pensylvánie, USA, 28. března 1979

#### 4. Havárie bez vážnějšího vlivu na okolí
Accident without off-site risk
- Únik radioaktivních materiálů do okolí s následkem dávky pro nejvíc zasaženou skupinu obyvatel v řádu několika mSv (tj. na hranici limitů pro obyvatelstvo)
- Potřeba havarijních opatření na ochranu obyvatelstva je nepravděpodobná, s výjimkou místní kontroly potravin
- Významné poškození zařízení (např. částečné tavení aktivní zóny v energetickém jaderném reaktoru a srovnatelné události v zařízeních bez reaktoru)
- Ozáření jednoho nebo více zaměstnanců (řádově až jednotky Sv), s vysokou pravděpodobností rychlého úmrtí

Příklady:
- jaderná elektrárna Saint Laurent, region Centre-Val de Loire, Francie, 17. října 1969
- přepracovatelský závod Sellafield, Anglie, Spojené království, 1973
- 1. blok jaderné elektrárny Jaslovské Bohunice, okres Trnava, Československo (dnes Slovensko), 22. února 1977
- jaderná elektrárna Saint Laurent, region Centre-Val de Loire, Francie, 13. března 1980
- Buenos Aires, kritický soubor, Argentina, 1983

### Nehody

#### 3. Vážná nehoda
Serious incident
- Únik radioaktivních materiálů do okolí nad povolené limity, s následkem dávky pro nejvíc zasaženou skupinu obyvatel v řádu desetin mSv (tj. zlomky limitů pro obyvatelstvo)
- Nejsou nutná opatření na ochranu obyvatelstva
- Událost s důsledkem těžkého rozšíření kontaminace (několika tisíc TBq aktivity) uvnitř zařízení, způsobená selháním zařízení nebo provozní poruchou
- Takové ozáření zaměstnanců, které by mohlo způsobit akutní zdravotní následky
- Všechny nehody, při nichž by další porucha bezpečnostních systémů mohla vést k havarijním podmínkám nebo situace, ve které by nebyly bezpečnostní systémy schopné „zabránit havárii, pokud by nastaly určité iniciační události“.

Příklad:
- 1. blok jaderné elektrárny Vandellòs, Katalánsko, Španělsko, 19. října 1989
- 1., 2. a 4. blok jaderné elektrárny Fukušima II, Prefektura Fukušima, Japonsko, 12. března – 15. března 2011[1]
- 4. blok jaderné elektrárny Fukušima I, Prefektura Fukušima, Japonsko, 15. března – ?2011[2], stanoveno 18. března 2011[1]

#### 2. Nehoda
Incident
- Technická porucha nebo odchylka s významným selháním bezpečnostních opatření, ale se zbývající dostatečnou hloubkovou ochranou k vypořádání se s dodatečnými poruchami.

To zahrnuje události, které by byly jinak klasifikovány stupněm 1, ale odhalují významné dodatečné organizační nedostatky nebo nedostatky v kultuře bezpečnosti
- Ozáření pracovníka překračující povolený roční limit nebo událost, která vede k přítomnosti významných množství radioaktivity uvnitř zařízení v prostorách, kde to projekt nepředpokládal, a které vyžadují opatření k nápravě.

Příklad:
- jaderná elektrárna Mihama, Prefektura Fukui, Japonsko, 2. září 1991

#### 1. Anomálie
Anomaly
- Technická porucha nebo odchylka od schváleného režimu, ale se zbývající významnou hloubkovou ochranou.

K tomu může dojít v důsledku poruchy zařízení, lidské chyby nebo nedostatků postupů a mohou nastat v jakékoliv oblasti, kterou stupnice pokrývá, například provoz jaderné elektrárny, transport radioaktivního materiálu, manipulace s jaderným palivem a skladování odpadů

#### 0. Odchylka
Deviation, no safety relevance
- Odchylky, kde nejsou porušeny limity a podmínky (= LaP) provozu, a které jsou bezpečně zvládnuty v souladu s příslušnými postupy

Mezi příklady patří: jednoduchá náhodná porucha v redundantním (zdvojeném) systému, odhalená v průběhu periodických kontrol nebo zkoušek, plánované rychlé odstavení reaktoru, které probíhá normálně, neúmyslná aktivace bezpečnostních systémů, bez významných následků, úniky v rámci LaP, menší rozšíření kontaminace uvnitř kontrolovaného pásma bez širších důsledků pro kulturu bezpečnosti